# 花斑帶探案
《花斑帶探案》（英語：The Adventure of the Speckled Band），又譯名為斑點帶子案，柯南·道爾所著的福爾摩斯探案的56個短篇故事之一，收錄於《福爾摩斯辦案記》。

## 故事簡介
海倫·史東納小姐在家中晚上聽到口哨聲，而她的姊姊茱莉亞在家中死前亦曾表示聽到口哨聲，還聲稱自己看到帶有花斑的帶子，所以海倫小姐感到十分害怕，故向福爾摩斯求助。福爾摩斯連同華生到海倫小姐居住的地方調查，福爾摩斯發現海倫小姐所住的地方有很多奇怪的裝修，例如不通風的通風口、沒有連接到僕人的房鈴等，他已經大約推理到事件的情況，於是晚上躲在海倫小姐的房間等疑兇出現。最後終於發現海倫小姐的繼父詹姆斯·羅伊洛特博士為了謀取家產，而設計以毒蛇殺害海倫兩姊妹。